# Google ショッピング
Google ショッピング（グーグル・ショッピング、英語: Google Shopping、旧称：Google Product Search、Google Products、Froogle）は、Googleがインターネット上で運営する商品価格検索サービスである。2002年12月に、Froogleとしてサービスを開始し、2010年10月28日に日本でGoogle ショッピングのサービスを開始し、現在はベータ版となっている。

## 概要
Googleショッピング内の検索ボックスでキーワード検索をすることによって、キーワードに沿った商品名、商品画像、価格が表示される。また、キーワードによるショップ、カテゴリ、価格帯、ブランド名、送料無料や新品等の絞り込み検索をすることができる。同一製品が複数店舗の場合に、価格、店舗の評価、付加ポイント数の比較をすることによって、どの店舗で購入するかを判断できる機能も備えている。該当した店舗の商品ページのリンクへアクセスすることによってその店舗内のページへ直接アクセスできる。
商品の一部キーワードを検索する際に、ページ下部に購入する際の参考ページとなる購入ガイドが自動的に表示される。
ユーザーが設定した地域や現在の位置情報をもとに、商品の付近の店舗の周辺地図、在庫、営業時間、価格を表示することもできる。その店舗へのリンクをアクセスするとGoogle マップでその店舗までのルートを調べられる。